# 小行星9453
小行星9453（9453 Mallorca）是一颗围绕太阳公转的小行星。1998年3月19日，安赫爾·洛佩斯·希門尼斯、拉斐爾·帕切科在科斯蒂特斯发现了此天体。
这颗小行星的绝对星等为189.3167476612335等。